# Прип'ятський прогин
Прип'ятський прогин (біл. Прыпяцкі прагін) — негативна тектонічна структура Східно-Європейської платформи. Розташовується на південному сході Білорусі в східній частині Полісся.
Прогин утворився під час герцинського орогенезу, переважно у девоні. Він заповнений потужною (до 6 кілометрів) товщею переважно осадових порід різного геологічного віку. З них основну частину складають верхньодевонські відкладення, що включають потужні соленосні товщі.
У Прип'ятському прогині виявлені і використовуються родовища нафти, калійних і кам'яних солей, будівельних матеріалів; є відкладення кам'яного і бурого вугілля, горючих сланців, багаті ресурси прісних, мінеральних та термальних вод.